# Bahinia
 Bahinia  ist eine ausgestorbene Gattung der Primaten, die vor rund 40 bis 30 Millionen Jahren in Asien vorkam. Die Gattung und ihre Typusart, Bahinia pondaungensis, wurde im Jahr 1999 anhand zweier zusammengehöriger Oberkiefer-Fragmente und eines Unterkiefer-Fragments gegen andere, ähnlich alte Arten abgegrenzt und wissenschaftlich beschrieben.

## Namensgebung
Die Bezeichnung der Gattung verweist laut Erstbeschreibung auf den Fundort der ersten ihr zugeordneten Fossilien auf dem Gebiet des Dorfes Bahin, nahe der Ortschaft Myaing, in Zentral-Myanmar. Das Epitheton der Typusart, pondaungensis, verweist auf die geologische Formation („Pondaung Formation“) aus der diese Fossilien im November 1998 geborgen wurden.
2016 benannte eine chinesisch-amerikanische Forschergruppe eine zweite Art der Gattung, Bahinia banyueae, deren Epitheton den chinesischen Paläontologen Banyue Wang für dessen Pionierarbeit bei der Erforschung der „Caijiachong Formation“ ehrt. In dieser Erdschicht sind zahlreiche fossile Säugetiere erhalten geblieben, darunter auch die Funde von Bahinia banyueae.

## Erstbeschreibung
Der Erstbeschreibung von Gattung und Typusart im Jahr 1999 liegen als Holotypus drei zusammengehörige Kiefer-Fragmente zugrunde: ein rechter Oberkiefer mit zwei erhaltenen Schneidezähnen, Eckzahn, Prämolar P2–P3 sowie Bruchstücken von P4 und von Molar M1–M2 (Sammlungsnummer NMMP 15); ein linker Oberkiefer mit zwei Schneidezähnen, Eckzahn, Prämolar P2–P4, Molar M1–M2 und einem Bruchstück von M3 (NMMP 14); sowie ein rechter Unterkiefer, in dem zwei Zahnfächer sowie die Zähne P2, P4 und M1 erhalten geblieben sind (NMMP 16). Die Symphyse der beiden Oberkiefer-Hälften war zwar beim Auffinden durch Karbonat-Anhaftungen verkrustet, dennoch waren die Autoren der Erstbeschreibung sicher, dass die Teile zusammengehören.
Die Fossilien stammen aus einer Schicht in der im April 1997 auch ein vollständiger Unterkiefer von Amphipithecus mogaungensis geborgen wurde, weswegen es als gesichert gilt, dass Bahinia zur gleichen Zeit wie Amphipithecus (Familie Amphipithecidae) existierte. Bahinia wurde jedoch aufgrund der Merkmale der Zähne und deren Ähnlichkeit mit Eosimias in die Familie Eosimiidae eingeordnet.
Die geringe Größe der Zähne lässt darauf schließen, dass Bahinia ein recht kleinwüchsiger Primat war, der zu Lebzeiten nur rund 400 Gramm gewogen hat.
Verwahrort der Fossilien von Bahinia ist das National Museum of Myanmar (NMMP = National Museum of Myanmar Primate).

## Weitere Funde
2016 veröffentlichte eine chinesisch-amerikanische Forschergruppe in der Fachzeitschrift Science einen Forschungsbericht, in dem anhand zumeist einzelner Zähne mehrere neue Primaten-Gattungen beschrieben wurden, deren Fossilien in der chinesischen Provinz Yunnan zutage kamen: Yunnanadapis folivorus, Laomaki yunnanensis, Gatanthropus micros und Oligotarsius rarus sowie die beiden neuen Arten Yunnanadapis imperator und Bahinia banyueae.
Typusexemplar und bislang einziger Beleg von Bahinia banyueae ist ein einzelner rechter Oberkiefer-Molar M1 (Sammlungsnummer IVPP V22730) aus dem frühen Oligozän.

## Belege
1. ↑   Jean-Jacques Jaeger et al.: A New Primate from the Middle Eocene of Myanmar and the Asian Early Origin of Anthropoids. In: Science. Band 286, Nr. 5439, 1999, S. 528–530, doi:10.1126/science.286.5439.528.
2. ↑  Pondaung anthropoid primates palaeontological sites auf der Vorschlagsliste zur World Heritage List der UNESCO. Abgerufen am 28. November 2022.
3. 1 2   Xijun Ni, Qiang Li, Lüzhou Li und K. Christopher Beard: Oligocene primates from China reveal divergence between African and Asian primate evolution. In: Science. Band 352, Nr. 6286, 2016, S. 673–677, doi:10.1126/science.aaf2107.
4. ↑  Jean-Jacques Jaeger et al.: New Myanmar middle Eocene anthropoids. An Asian origin for catarrhines? In: Comptes Rendus de l'Académie des Sciences – Series III – Sciences de la Vie. Band 321, Nr. 11, 1998, S. 953–959, doi:10.1016/S0764-4469(99)80010-9.